# Fridene kyrka
Fridene kyrka är en kyrkobyggnad som sedan 2010 tillhör Korsberga-Fridene församling (tidigare Fridene församling) i Skara stift. Kyrkan ligger i västra delen av Hjo kommun.

## Kyrkobyggnaden
Tidigare stenkyrka på platsen uppfördes troligen på 1100-talet eller 1200-talet. Kyrkan hade rektangulärt långhus med smalare, rakt avslutat kor i öster och torn i väster.
Nuvarande stenkyrka uppfördes 1805 efter ritningar av arkitekt Abraham Niclas Edelcrantz. Tornet från medeltidskyrkan behölls. Kyrkan består av ett långhus med rakt avslutat kor i öster och det medeltida kyrktornet i väster. Norr om koret finns en liten sakristia som tillkom 1949. Ytterväggar och innerväggar är vitputsade. Fönstren är spetsbågiga. Långhus och sakristia har varsitt sadeltak som täcks med enkupigt lertegel. Torntaket täcks av kluvna och tjärade träspån.
En restaurering genomfördes 1949 under ledning av arkitekt Adolf Niklasson. 1969 putsades fasaden om. 1984 förstärktes kyrkans grund för att undvika sättningar.

## Inventarier
- Dopfunten är från 1100-talet. 1946 konserverades dopfunten från att tidigare ha varit på kyrkogården.
- Altaruppsats och predikstol är samtida med nuvarande kyrka och ritade av Abraham Niclas Edelcrantz.
- Orgeln med sex stämmor är tillverkad av Johan Nikolaus Söderling och installerades 1858.